# 2nd Infantry Division (United States Army)
La 2nd Infantry Division è una divisione di fanteria meccanizzata dell'Esercito degli Stati Uniti.

## Organizzazione
La Divisione al Gennaio 2019 controlla le seguenti unità:
- Division Headquarters & Headquarters Battalion
  -  Headquarters & Support Company
  - Operations Company
  - Signal, Intelligence & Sustainment Company
  - Infantry Division Band
- 1st Stryker Brigade Combat Team, Joint Base Lewis-McChord, Washington - Sotto il controllo amministrativo della 7th Infantry Division
  -  Headquarters & Headquarters Company
  -  2nd Battalion, 3rd Infantry Regiment
    -  Headquarters & Headquarters Company
    -  Company A
    -  Company B
    -  Company C

  -  5th Battalion, 20th Infantry Regiment
    -  Headquarters & Headquarters Company
    -  Company A
    -  Company B
    -  Company C

  -  1st Battalion, 23rd Infantry Regiment
    -  Headquarters & Headquarters Company
    -  Company A
    -  Company B
    -  Company C

  -  1st Squadron, 14th Cavalry Regiment
    -  Headquarters & Headquarters Troop
    -  Troop A
    -  Troop B
    -  Troop C
    -  Troop D (Anti-Tank)

  -  1st Battalion, 37th Field Artillery Regiment
    -  Headquarters & Headquarters Battery
    -  Battery A
    -  Battery B
    -  Battery C

  -  23rd Brigade Engineer Battalion
    -  Headquarters & Headquarters Company
    -  Company A (Combat Engineer)
    -  Company B (Combat Engineer)
    -  Company C (Signal Network Support)
    -  Company D (-) (Military Intelligence)
      - TUAS Platoon - Equipaggiato con 4 RQ-7B Shadow

  -  296th Brigade Support Battalion
    -  Headquarters & Headquarters Company
    -  Company A (DISTRO)
    -  Company B (Maint)
    -  Company C (MED)
    -  Company D (Forward Support), aggregata al 1st Squadron, 14th Cavalry Regiment
    -  Company E (Forward Support), aggregata al 23rd Brigade Engineer Battalion
    -  Company F (Forward Support), aggregata al 1st Battalion, 37th Field Artillery Regiment
    -  Company G (Forward Support), aggregata al 2nd Battalion, 3rd Infantry Regiment
    -  Company H (Forward Support), aggregata al 5th Battalion, 20th Infantry Regiment
    -  Company J (Forward Support), aggregata al 1st Battalion, 23rd Infantry Regiment
- 2nd Stryker Brigade Combat Team, Joint Base Lewis-McChord, Washington - Sotto il controllo amministrativo della 7th Infantry Division
  -  Headquarters & Headquarters Company
  -  2nd Battalion, 1st Infantry Regiment
    -  Headquarters & Headquarters Company
    -  Company A
    -  Company B
    -  Company C

  -  1st Battalion, 17th Infantry Regiment
    -  Headquarters & Headquarters Company
    -  Company A
    -  Company B
    -  Company C

  -  4th Battalion, 23rd Infantry Regiment
    -  Headquarters & Headquarters Company
    -  Company A
    -  Company B
    -  Company C

  -  8th Squadron, 1st Cavalry Regiment
    -  Headquarters & Headquarters Troop
    -  Troop A
    -  Troop B
    -  Troop C
    -  Troop D (Anti-Tank)

  -  2nd Battalion, 17th Field Artillery Regiment
    -  Headquarters & Headquarters Battery
    -  Battery A
    -  Battery B
    -  Battery C

  -  14th Brigade Engineer Battalion
    -  Headquarters & Headquarters Company
    -  Company A (Combat Engineer)
    -  Company B (Combat Engineer)
    -  Company C (Signal Network Support)
    -  Company D (-) (Military Intelligence)
      - TUAS Platoon - Equipaggiato con 4 RQ-7B Shadow

  -  2nd Brigade Support Battalion
    -  Headquarters & Headquarters Company
    -  Company A (DISTRO)
    -  Company B (Maint)
    -  Company C (MED)
    -  Company D (Forward Support), aggregata al 8th Squadron, 1st Cavalry Regiment
    -  Company E (Forward Support), aggregata al 14th Brigade Engineer Battalion
    -  Company F (Forward Support), aggregata al 2nd Battalion, 17th Field Artillery Regiment
    -  Company G (Forward Support), aggregata al 2nd Battalion, 1st Infantry Regiment
    -  Company H (Forward Support), aggregata al 1st Battalion, 17th Infantry Regiment
    -  Company J (Forward Support), aggregata al 4th Battalion, 23rd Infantry Regiment
- Combat Aviation Brigade
  -  Headquarters & Headquarters Company
  -  4th Attack Reconnaissance Battalion, 2nd Aviation Regiment
    -  Headquarters & Headquarters Company
    -  Company A (Attack/Recon) - Equipaggiata con 8 AH-64E
    -  Company B (Attack/Recon) - Equipaggiata con 8 AH-64E
    -  Company C (Attack/Recon) - Equipaggiata con 8 AH-64E
    -  Company D (AVUM)
    -  Company E (Forward Support)

  -  3rd General Support Battalion, 2nd Aviation Regiment
    -  Headquarters & Headquarters Company
    -  Company A (Command) - Equipaggiata con 8 UH-80M
    -  Company B (Heavy Lift) - Equipaggiata con 12 CH-47H
    -  Company C (MEDEVAC) - Equipaggiata con 15 HH-60M
    -  Company D (AVUM)
    -  Company E (Forward Support)
    -  Company F (ATS)

  -  2nd Assault Helicopter Battalion, 2nd Aviation Regiment
    -  Headquarters & Headquarters Company
    -  Company A (Assault) - Equipaggiata con 10 UH-80M
    -  Company B (Assault) - Equipaggiata con 10 UH-80M
    -  Company C (Assault) - Equipaggiata con 10 UH-80M
    -  Company D (AVUM)
    -  Company E (Forward Support)

  -  Company, 2nd Aviation Regiment - Equipaggiata con 12 MQ-1C Gray Eagle
  - 602nd Aviation Support Battalion
    -  Headquarters & Headquarters Company
    -  Company A (DISTRO)
    -  Company B (AVIM)
    -  Company C (Signal Network)
- Field Artillery Brigade, Joint Base Lewis-McChord, Washington - Sotto il controllo amministrativo della 7th Infantry Division
  -  Headquarters & Headquarters Battery
- Sustainment Brigade
  - Headquarters & Headquarters Company
  - Special Troops Battalion
    -  Headquarters & Headquarters Company

  - 194th Combat Sustainment Support Battalion
    -  Headquarters & Headquarters Company
    -  348th Quartermaster Company
    -  46th Transportation Company (Composite Truck)
    -  61st Ordnance Company
    -  520th Maintenance Company

  -  23rd Chemical Battalion
    -  Headquarters & Headquarters Company
    -  4th Chemical Company - Equipaggiato con 4 M-1135 Stryker NBCRV
    -  61st Chemical Company - Equipaggiato con 4 M-1135 Stryker NBCRV
    -  62nd Chemical Company - Equipaggiato con 4 M-1135 Stryker NBCRV
    -  501st Chemical Company (Technical Escort)
    -  718th Ordnance Company (EOD)